# Meckenheim (Nadrenia Północna-Westfalia)
Meckenheim − miasto w Niemczech, w kraju związkowym Nadrenia Północna-Westfalia, w rejencji Kolonia, w powiecie Rhein-Sieg. W 2010 liczyło 24 241 mieszkańców.

## Współpraca
Miejscowość partnerska:
- Bernau bei Berlin, Brandenburgia